# Kirsebærhaven
Kirsebærhaven (Вишнëвый сад, Visjnjovyj sad) er et russisk teaterstykke af Anton Tjekhov. Stykket, der blev hans sidste, fik premiere på Moskva kunstnerteater 17. januar 1904, et halvt års tid før hans død. Tjekhov opfattede stykket som en komedie, og det indeholder da også flere farceelementer. Stykkets første instruktør, Konstantin Stanislavskij, insisterede imidlertid på at instruere stykket som en tragedie. Siden da har instruktører måtte kæmpe med stykkets dobbelte natur, der vel bedst kan betegnes som tragikomisk, om end det altså ikke var Tjekhovs sigte.
Stykket handler om en aristokratisk russisk kvinde og hendes familie, der vender tilbage til familiens landejendom (som inkluderer en stor og velkendt kirsebærhave), kort før den bliver sendt på tvangsauktion. Familien bliver præsenteret for muligheder for at redde ejendommen men gør stort set ingenting, og stykket ender med, at ejendommen bliver solgt, og familien drager bort til lyden af kirsebærhaven, der bliver fældet. Historien byder på, hvad man kunne kalde kulturel uduelighed – både når det gælder aristokratiets uduelighed i at opretholde sin status og borgerskabets uduelighed i at finde mening i sin nyvundne materialisme. I sin reflektering af de socialøkonomiske faktorer i arbejde i Rusland i tiden omkring århundredeskiftet herunder middelklassens rejsning efter opnåelsen af frihed i midten af 1800-tallet og det synkende aristokrati, reflekterer stykket sådanne faktorer rundt om i verden på den tid, men repræsenterer ikke de sande følelser hos mange aristokrater på den tid.
Siden den første opførelse på Moskva kunstnerteater er stykket blevet oversat til mange sprog og opført verden rundt og er blevet et klassisk dramatisk litterært værk. Nogle af de vigtigste instruktører i Vesten har instrueret stykket, hver på sin måde. Disse instruktører tæller blandt andet Charles Laughton, Peter Brook, Andrei Serban, Eva Le Gallienne, Jean-Louis Barrault, Tyrone Guthrie og Giorgio Strehler. Stykkets indflydelse kan også ses i mange dramatiske værker af folk, der blandt andet tæller Eugene O'Neill, George Bernard Shaw og Arthur Miller.

## Baggrund
Inspirationen til Kirsebærhaven siges at stamme fra forskellige oplevelser i Tjekhovs eget liv. Da Tjekhov var seksten, kom hans mor i gæld, da hun blev snydt af nogle arbejdere, hun havde hyret til at bygge et lille hus. En tidligere logerende, Gabriel Selivanov, tilbød at hjælpe finansielt, men til gengæld købte han hemmeligt huset til sig selv. På omtrent samme tid blev Tjekhovs barndomshjem i Taganrog solgt for at betale dets gæld. Disse finansielle og boligmæssige begivenheder indprentede sig dybt i hans hukommelse og dukkede senere op i Kirsebærhaven.
Senere i sit liv, hvor han boede på en landejendom udenfor Moskva, udviklede Tjekhov en interesse i havebrug og plantede sin egen kirsebærhave. Efter at være flyttet til Jalta grundet dårligt helbred hørte han imidlertid, at køberen af hans tidligere landejendom havde fældet det meste af haven. Og på en tur til sin barndomsegn i Taganrog blev han yderligere forfærdet over de ødelæggende følger af industrialiseringens fremskridt. Det var i dette områder præget af træer og i skovene på hans ferier i Ukraine, han først havde udviklet sin passion for naturen (denne passion reflekteres i hans tidligere stykke Onkel Vanja i figuren Dr. Astrov, hvis kærlighed til skovene er hans eneste fred). En elskelig og lokalt berømt kirsebærhave fandtes på gården hos nogle af familiens venner, hvor han tilbragte ferier som barn, og i hans tidlige novelle Steppe beskriver Tjekhov en ung dreng, der krydser Ukraine blandt marker af blomstrende kirsebærtræer. Slutteligt kom de første tegn på det, der skulle blive hans sidste stykke, i en notesbog i 1897: "kirsebærhave". I dag er Tjekhovs have i Jalta sammen med Kirsebærhaven et overlevende minde om en mand, hvis følelser for træer svarede til hans følelser for teatret. Faktisk er træer ofte umælende symbolske helte og ofte i hans historier og stykker, ja så ofte at Tjekhov ofte fremhæves som Europas første økologiske forfatter.
Tjekhov skrev Kirsebærhaven over flere år alternerende mellem lyshjertet letsindighed og fortvivlet frustration, som han karakteriserede som kedende ladhed (i et brev skrev han "Hver ting, jeg skriver, slår mig som nyttesløs.") Gennem den tid plagedes han yderligere af tuberkulose. Vagtsom af natur syntes Tjekhov overordentlig hemmelighedsfuld om alle facetter af sit arbejde, ja endda selv titlen. Så sent som i sommeren 1902 havde han ikke talt med nogen hverken i familien eller på teatret om værket. Det var kun for at oplive sin kone Olga Knipper, der var ved at komme sig efter et uheld, at han endelig fortalte hende stykkets navn og det endda hviskende, til trods for at de to var alene. Tjekhov var tilsyneladende lettet over titlens genklang og nød den samme triumf, da han endelig afslørede den for Stanislavskij måneder senere. I oktober 1903 var stykket færdigt og blev sendt til Moskva Kunstnerteater. Tre uger senere ankom Tjekhov til prøver på, hvad der blev et frugtesløst forsøg på at dæmpe al "sørgeligheden" i produktionen af stykket, som Stanislavskij havde instrueret. Forfatteren fnøs øjensynligt også under prøverne, da ordet "have" var erstattet med det mere praktiske "plantage" følende, at han perfekt og symbolsk havde opfanget det unyttige i en hel måde at leve på.
Selvom den samtidige kritik af stykket var blandet, var Kirsebærhavens premiere på Moskva Kunstnerteater 17. januar 1904 en succes, der gav genlyd, og stykket blev næsten med det samme opført i mange vigtige provinsbyer. Denne succes var ikke begrænset til Rusland, tværtimod blev stykket snart mødt med anerkendelse udenlands også. Tjekhov nåede dog ikke at opleve meget af succesen. Kort efter premieren rejste Tjekhov til Tyskland grundet sit skrantende helbred og allerede i juli 1904, et halvt år efter premieren, var han død.

## Personerne
- Ljuba Andréjevna Ranjévskaja (Раневская, Любовь Андреевна, Ranjevskaja Ljubov Andrejevna) – godsejerinde. Ranjevskaja er stykkets omdrejningspunkt. En kommanderende og populær person der repræsenterer det gamle aristokratis stolthed, men som nu er ramt af hårde tider. Hendes forvirrede følelser med kærlighed for sit gamle hjem og sorg over stedet for sin søns død giver hende følelsesmæssigt dybde, der afholder hende fra at ende som bare en grotesk aristokrat. Det meste af humoren omkring hende stammer fra hendes manglende evne til at forstå finansielle eller forretningsmæssige aspekter.
- Anja (Аня, Anja) – hendes datter, 17 år. Hun rejste til Paris for at redde sin mor fra hendes desperate situation. Hun er en sjælden person, en sand virtous, stærk, ung kvinde. Hun er forelsket i Trofimov og lytter til hans revolutionære ideer, uanset om hun tager dem til sig eller ej.
- Varja (Варя, Varja) – hendes plejedatter, 22 år. Varja står som et af stykkets mysterier: hvorfor adopterede Ranjevskaja hende? Er hun barn af Ranjevskajas afdøde mand eller Gajev, født udenfor ægteskab? Varja er dybt religiøs og meget seriøs, såvel som meget kontrollerende i forhold til de andre personer. Hun har et problematisk forhold til Lopakhin, som hun er romantisk knyttet til, men som hun misbilliger.
- Gájev Leonid Andréjevitsj (Гаев Леонид Андреевич, Gajev Leonid Andrejevits) – hendes bror. En af de mere åbenlyst komiske personer. Gajev er snakkesalig og excentrisk. Hans tilbøjelighed til billard (der ofte giver sig til kende på tidspunkter med ubehag) er symbolsk for aristokratiets dekadente liv i luksus, der gør dem uduelige ved mødet med forandringer. Gajev prøver hårdt at redde sin familie og ejendommen men mangler i sidste ende som aristokrat evnerne.
- Lopákhin Jermolai Alexéjevitsj (Лопахин Ермолай Алексеевич, Lopakhin Jermolaj Aleksejevits) – købmand. Lopakhin er klart den rigeste person i stykket men kommer fra den laveste sociale klasse. Denne kontrast definerer hans personlighed: han nyder livet i de høje kredse, men påvirkes samtidig ukomfortabelt af sin beskedne baggrund og optagethed af forretninger. Han portrætteres ofte som en ubehagelig person på grund af sine grådige tendenser og det ultimative forræderi af Gajev-familien. Der er dog intet i stykket, der understøtter dette, tværtimod arbejder han hårdt på at hjælpe familien, men til ingen nytte. Lopakhin repræsenterer den nye middelklasse i Rusland, en af mange trusler mod det gamle aristokratis måde at gøre tingene på.
- Simjónov-Písjtjik (Симеонов-Пищик Борис Борисович, Simjeonov-Pisjtjik Boris Borisovits) – godsejer. En anden aristokrat hvis ejendom også har ramt hårde tider. Han diskuterer konstant nye forretningseventyr, der måske kan redde ham, eller prøver at slå Ranjevskaja for et lån. Hans personlighed legemliggør ironien over det gamle aristokratis position: trods hans finansielle vanskeligheder, bruger han sin tid afslappet og til socialt samvær med Gajev-familien.
- Charlotta Ivánovna (Шарлотта Ивановна, Sjarlotta Ivanovna) – guvernante. Charlotta er klart den mest excentriske person i stykket og den eneste guvernante, Gajev-familien kunne betale for som ledsager til Anja. Hun er en melankolsk person, opdraget af en tysk kvinde uden reel viden om hvem hendes forældre, der var cirkusartister, var. Hun optræder med korttricks og bugtaleri i tredje akt og accepterer tabet af sin arbejdsplads, da familien må flytte, med pragmatisme.
- Petja Trofimov (Трофимов Пётр Сергеевич, Trofimov Pjotr Sjergejevits) – student. Trofimov, Anjas kærlighed, fremstilles som en evighedsstudent. Som passioneret venstreorienteret politisk kommentator repræsenterer han den voksende gruppe af folk med ønske om politiske reformer i Rusland, og som har svært ved at finde sin plads i det autoritære enevældige Zar-styre.
- Semjón Epikhódov (Епиходов Семён Пантелеевич, Epikhodov Semjon Pantelejevits) – kontorist. Ejendommens kontorist er en anden kilde til morskab. Han er uheldig og så ekstremt klodset, at det har givet ham øgenavnet "Toogtyve ulykker" (øgenavnet varierer i oversættelserne). Han anser sig selv for at være forelsket i Dunjasja, som han har friet til.
- Dunjásja (Дуняша, Dunjasja) – stuepige. Ligesom Lopakhin er hun et eksempel på de sociale forandringer i Rusland på den tid. Trods af bondestand og ansat som Gajevs kammerjonfru søger hun opmærksomhed, skaber store scener og klæder sig som en fin kvinde for at vise sig frem. Hun repræsenterer på en måde det gamle aristokratis uduelighed, da en simpel kammerjomfru normalt ikke ville have friheden til at klæde sig fint eller flirte med de mandlige tjenestefolk. Hun er forelsket i Jasja.
- Firs (Фирс, Firs) – en gammel lakaj, 87 år. En gammel excentriker, der anser livegenskabets afskaffelse for en katastrofe, og som taler nostalgisk om de gamle dage, hvor alle beundrede deres herrer og ejere, så som Gajevs forældre og bedsteforældre. Hans sindssyge og harmløshed er en kilde til meget af stykkets bitterhed, symboliserende den gamle ordens forfald ned i mumlende vanvid.
- Jasja (Яша, Jasja) – en ung lakaj. Som stykkets eneste sande ubehagelige person repræsenterer Jasja den nye utilfredse russiske generation, der ikke bryder sig om de gamle rolige tilstande, og som udgør revolutionens fodsoldater. En ubehøvlet, taktløs og grisk ung mand som bruger billig cologne, men ligesom Dunjasja og Charlotta er det bedste, som Gajev-familien kan tillade sig. Han dyster med Epikhodov om Dunjasjas opmærksom, men leger med hendes følelser.
- En landstryger. En forbipasserende der forstyrrer og føjer spot til skade for Jajev-familien, mens de slapper af ved familiens ejendom i anden akt. Han er symbolsk for den indtrængen af nye ideologiske og sociale bevægelser, der brød aristokratiets fred i Rusland ved overgangen til det 20. århundrede.
- Stationsforstanderen og Postholderen. To embedsmænd der deltager i Gajev-familiens fest i tredje akt. Stationsforstanderen prøver at recitere et digt, og postholderen flirter med Dunjasja. Selv om de kun har små roller, er de symboler på aristokratiets nedtur i 1900-tallets Rusland. Firs bemærker, at hvor der før kom baroner og godsejer til festerne, er det nu postholderen og stationsforstanderen, og selv de kommer kun for høfligheds skyld.
- Gæster, musikanter, tjenerskab

## Handling

### Første akt
Første akt tager sin begyndelse i de tidlige morgentimer en majdag i barnekammeret på Madame Ranjevskajas familieejendom et sted i den russiske provins lige efter 1900-tallets begyndelse. Fruen, Lyubov Andrejevna Ranjevskaja vender tilbage til dette hendes landlige hjem sammen med sin 17-årige datter Anja og hendes tyske guvernante Charlotta Ivanova såvel som hendes kammertjener Jasja fra Paris, hvor de har boet de sidste fem år. Kvartetten mødes af Ranevskayas adoptivdatter Varja, som har passet ejendommen i familiens fravær; Jermolai Alexejevitsj Lopakhin, en lokal købmand og ven af familien; Leonid Andrejevitsj Gajev, Ranjevskajas bror; så vel som medlemmer af staben af tjenestefolk herunder Dunjasha, stuepigen der opfører sig som en forfinet dame: Semjon Epikhodov, en klodset kontorist som har friet til Dunjasha; og den aldrende lakaj Firs som engang var livegen for Ranjevskaja-familien, og som efter livegenskabets afskaffelse i 1861 fortsatte i deres tjeneste i mangel af bedre arbejdsmuligheder. Dunjasha bliver påvirket af den kultiverede Jasja, som stjæler er kys fra hende, mens de to er alene.
Ranjevskaja mindes om, at ejendommen vil komme på tvangsauktion i august for at betale dets gæld. Lopakhin forelægger en plan, der kan redde den, hvis en del af ejendommen sælges som sommerhusgrunde. Det vil imidlertid medføre ødelæggelse af den berømte kirsebærhave, som Ranjevskaja fastslår er landskendt. Det er klart, at haven er blevet et symbol på hendes barn- og ungdom. Andre forslag til løsning af problemet med gælden fremsættes også, men intet besluttes, og konversationen skifter til andre emner. Mens Ranjevskaja nyder synet af haven, mens dagen gryr, overraskes hun af Petja Trofimov, en ung student, der var lærer for Ranjevskajas søn Grisha. Det fremgår videre, at Grisha druknede fem år før stykkets begyndelse, og at det var en medvirkende årsag til, at Ranjevskaja forlod Rusland og sit hjem. Ranjevskaja er dybt berørt ved påmindelse om denne tragedie, trods Trofimovs insisteren på at ville se hende ved hendes tilbagekomst (til Varjas bestyrtelse).
Efter at Ranjevskaja trækker sig tilbage for aftenen, tilstår Anja for Varja at ejendommen er dybt forgældet, og deres onkel Gajev foreslår at sende Anja til Jaroslavl, hvor deres tante bor, i håb om at hun vil låne dem penge til at redde ejendommen. Gajev minder også Varja om, at Lophakin er en holden mand og altid har været tiltrukket af hende, og at et ægteskab med ham vil sikre familiens overlevelse. De går alle til ro med et fornyet håb om, at ejendommen vil blive reddet, og at kirsebærhaven ikke vil blive fældet. Trofimov stirrer efter Anja, der forlader scenen, og mumler "Solskinsbarn! Min forårsblomst!" i tilbedelse.

### Anden akt
Anden akt  begynder på en vej ved kirsebærhaven midt på sommeren. Ejendommens fremtid står stadig på spil, men familien synes mere optaget af frierier. Jasja og Epikhodov forsøger begge at tiltrække Dunjashas opmærksomhed. Den unge Anja er blevet forelsket i Trofimov til Varjas raseri. Hun er selv blevet genstand for rygter om, at hun vil forlove sig med Lopakhin. Lopakhin forsøger at styre konversationen hen på ejendommens fremtid, men Ranjevskaja afslører den triste sandhed om hendes økonomi og hendes forhold til en mand i Paris, som på som grusom vis udnyttede både hendes penge og hendes følelser. Den gamle lakaj taler om tiden på ejendommen før livegenskabets afskaffelse. Lyden af jødiske musikanter høres i det fjerne, og Ranjevskaja beslutter at holde en fest og invitere dem til at spille. Da Trofimov dukker op, driller Lopakhin drengen med at være en evighedsstudent, og Trofimov taler for sin filosofi om arbejde og nyttige formål til lettelse og munterhed for alle omkring. Under konversationen passerer en uordentlig landstryger og beder om penge; Ranjevskaja giver ham tankeløst alle sine penge trods Varjas protester. Rystet af forstyrrelsen bryder familien op for at gå til aftensmad, mens Lopakhin forgæves insisterer på, at kirsebærhaven må sælges for at betale gælden. Anja bliver tilbage for at tale med Trofimov, som misbilliger Varjas konstant høgelignende øjne forsikrende Anja, at de er "hævet over kærlighed". For at gøre indtryk på Trofimov og vinde hans følelser aflægger Anja løfte om at lade fortiden bag sig og begynde et nyt liv. De to går mod floden, mens Varja skændende kalder i baggrunden.

### Tredje akt
Der er gået nogle måneder, og aftenen for Ranjevskajas fest er kommet. Udenfor scenen spiller musikanterne, mens familien og dens gæster drikker, danser og underholder sig selv. Det er også dagen, hvor ejendommen og kirsebærhaven er på auktion. Gajev har modtaget en utilstrækkelig sum penge fra sin og Ranjevskajas nærige tante i Jaroslavl, og familiemedlemmerne er trods den generelt lystige stemning både bekymrede og distraherede, mens de venter på udfaldet. Varya bekymrer sig om, hvordan musikanterne skal betales, og kritiserer Trofimov og deres nabo Pischik for at drikke, Dunjasha for at danse og Epikhodov for at spille billard. Charlotta underholder selskabet med forskellige magiske tricks.
Ranevskaya kritiserer Trofimov for hans konstante drillen af Varja, som han refererer til som "Madame Lopakhin". Hun tilskynder derefter Varja til at ægte Lopakhin, men Varja gør indsigelser og erindrer hende om, at det er Lopakhins pligt at anmode om hendes hånd og ikke omvendt. Hun siger, at hvis hun havde penge, ville hun flytte så langt væk fra ham som muligt. Ladt alene tilbage med Ranjevskaja insisterer Trofimov på, at hun omsider indser, at huset og kirsebærhaven vil blive solgt på auktion. Ranjevskaja viser ham et telegram, hun har modtaget fra Paris og afslører, at hendes tidligere elsker er syg igen og beder hende komme tilbage og hjælpe ham. Hun afslører også, at hun alvorligt overvejer at vende tilbage til ham trods hans frygtelige opførsel overfor hende tidligere. Trofimov er overvældet af denne nyhed, og de to argumenterer om kærlighedens natur og deres respektive oplevelser. Trofimov går fornærmet, men udenfor scenen falder han ned ad trapperne og bliver båret ind af de andre. Ranjevskaja ler og tilgiver ham for hans dumhed, og de to forsoner sig hurtigt.
Anja kommer ind og deklamerer et rygte om, at kirsebærhaven er blevet solgt. Lopakhin ankommer sammen med Gayev. Begge er påvirkede af turen og dagens begivenheder. Gajev er afmålt og går til ro uden at mæle et ord om auktionens udfald. Da Ranjevskaja spørger hvem, der købte ejendommen, afslører Lopakhin, at han selv gjorde det for at redde familien. Varja er rasende og smider nøglerne til ejendommen på gulvet, og Lopakhin, der er halvfuld og selvtilfreds, fortæller, hvordan han overbød alle og lystigt fejrer sin sejr. Ranjevskaja er fortvivlet og klamrer sig til Anja, som prøver at berolige hende og forsikrer, at fremtiden vil blive bedre, nu da kirsebærhaven er blevet solgt.

### Fjerde akt
Det er nogle uger senere. Scenen er atter sat i barnekammeret fra første akt, blot er tingene nu pakket ned, mens familien gør klar til at forlade ejendommen for altid. Lopakhin ankommer med champagne som en afskedsgave, men Ranjevskaja bider ham af – trods hans bedste intentioner for den familie, han elsker, ser hun ham som en ødelægger af hendes ungdom og glæde. Trofimov kommer ind på jagt efter sine galocher, og han og Lopakhin udveksler deres modsatte verdensopfattelser. Anja kommer ind og skænder på Lopakhin for at beordre sine arbejdere til at begynde at fælde kirsebærhaven, mens familien stadig er i huset. Lopakhin undskylder og skynder sig ud for at stoppe dem så længe i håbet om, at han på en måde vil blive forsonet med dem.
Anja spørger til Firs' helbred, og Yasha fortæller hende, at han er blevet bragt til hospitalet samme morgen. Dunjasha kommer ind og beder om en form for kærlig afsked; Jasja for sit vedkommende ønsker ikke at have noget at gøre med hende eller sit gamle liv, da han hungrer efter at komme tilbage til Paris og leve med stil. Charlotta kommer ind, ør og fortabt, og insisterer på, at familien finder hende et nyt job. Gajev og Ranjevskaja vender tilbage for at sige farvel til det rum, hvor de voksede op og tilbragte deres barndom. Gajev fortæller muntert, at han har fået job i den lokale bank, og Ranjevskaja fortæller, at hun vitterligt vender tilbage til Paris for at være sammen med sin tidligere elsker. Hun kritiserer også Lopakhin for stadig ikke at anmode Varya om at ægte ham. Lopakhin lover at gøre det, og de andre trækker sig tilbage for at give de to lidt fred. Da Varja kommer ind (vidende at han vil fri til hende), taler hun og Lopakhin om vejret og andre trivielle ting, mens de begge søger efter en måde til at vise deres følelser. En af arbejderne kalder på Lopakhin, og han går hurtigt uden at spørge Varja om at ægte sig. Varja er knust, og Ranjevskaja trøster hende, da hun kommer tilbage.
Familien og deres tjenestefolk samles for hver især at sige farvel til ejendommen og kirsebærhaven, en for en dragende mod deres nye liv. Ranjevskaja byder tårevældet sit gamle liv farvel og forlader huset, da det lukkes for altid. I mørket kommer Firs ind i rummet og opdager, at de er taget af sted uden ham og har lukket ham inde i det forladte hus for at dø. Han lægger sig ned og overlader sig selv til skæbnen (tilsyneladende døende på stedet), mens man udenfor scenen hører økserne, som fælder kirsebærhaven.

## Temaer
Et af de vigtige temaer i stykket er den effekt, sociale forandringer har på folk. Zar Alexander II's ophævelse af livegenskabet 19. februar 1861 gjorde det muligt for tidligere livegne at opnå rigdom og status, mens nogle aristokrater blev forarmede og ude af stand til at drive deres ejendomme uden det billige slavehold. Følgerne af disse reformer var stadig til at føle på, da Tjekhov skrev sit stykke fyrre år efter ophævelsen.
Tjekhov tænkte sig oprindeligt stykket som en komedie (faktisk refererer værkets titelside til det som sådan), og i breve bemærkede han, at det var endnu mere som en farce. Da han så Moskva Kunst Teaters oprindelige opførelse af stykket instrueret af Constantin Stanislavski, var han skrækslagen over, at instruktøren havde lavet stykket om til en tragedie. Lige siden da har de, der har opført stykket, måtte bakse med den dobbelte natur i stykket (og i Tjekhovs værker generelt).
Ranjevskajas fiasko i at håndtere de problemer, ejendommen og familien står overfor, betyder at hun i sidste ende mister stort set alt, og hendes skæbne kan ses som en kritik af de folk, som var uvillige til at tilpasse sig det ny Rusland. Hendes lunefulde afvisning af at indse sandheden om sin fortid, omfattende både livet og kærligheden er hendes undergang gennem stykket. Hun drages mellem sit liv i Paris og i Rusland (hun ankommer fra Paris i begyndelsen af stykket og returnerer dertil bagefter). Hun er en kvinde, som lever i en illusion om fortiden (ofte genkaldende sig erindringer om sin søns død etc.). Studenten Trofimovs taler med angreb på intellektuelle blev senere set som tidligere manifestationer af bolschevikiske ideer, og hans sætninger blev ofte censureret af zarens embedsfolk. Kirsebærtræerne selv ses ofte som symboler på tristhed eller beklagelse over bortsvinden af en given situation eller tiden i det hele taget.
Temaet identitet og ødelæggelsen af forventninger til den ses også i Kirsebærhaven. Ganske vist kan rollerne opdeles i tre tydelige grupper: Gajev-familien (Ranjevskaja, Gajev, Anja og Varja), venner af familien (Lopakhin, Pisjtjik og Trofimov) og tjenestefolkene (Firs, Jasja, Dunjasja, Charlotta og Epikhodov). Men flere af dem agerer på ganske anden vis, end man skulle forvente. Det gælder således Varja, den adopterede datter af en aristokrat, reelt en husbestyrerinde; Trofimov, den tænksomme student, men smidt ud af universitetet; Yasha, der ser sig selv som en del af Paris' kulturelle elite; og både Ranjevskaja og Pisjtjik, der løber tør for penge, mens Lopakhin, født som bonde, praktisk taget er millionær.
En anden måde, stykket kan opfattes på, er som et sidste hurra fra Tjekhov; en tribut til ham selv om man vil. Mange af figurerne i stykket bringer minder om hans tidligere værker og er baseret på folk, han kendte. Det bemærkes også, at hans barndomshjem blev købt og revet ned af en rig mand, som hans mor havde anset for en ven. Den sprungne guitarstreng i anden og fjerde akt peger tilbage på hans tidligste værker. Slutteligt er det klassiske "ladte gevær", der optræder i mange af Tjekhovs stykker også tilstede her, men det er det eneste stykke, hvor et gevær vises men ikke affyres.

## Premieren og derefter
Stykket havde premiere 17. januar 1904, forfatterens fødselsdag, på Moskva Kunst Teater under instruktion af den legendariske skuespiller og instruktør Constantin Stanislavski. Under prøverne blev hele strukturen i anden akt imidlertid skrevet om for at inkludere den forbipasserende og den bortdøende strengeklimren.
Hvad der imidlertid især vækker opmærksomhed er, at Stanislavskis version stik modsat Tjekhovs ønsker i det store og hele var en tragedie. Tjekhov viste tydelig ubehag overfor Stanislavskis produktion og konkluderede, at denne havde "ødelagt" hans stykke, som dertil var blevet indstuderet på kun 6 måneder mod normalt 18 måneder eller endda mere. I et af sine mange breve om emnet klagede Tjekhov: "Anja, frygter jeg, skulle ikke have nogen form for grådfyldt tonefald ... På intet tidspunkt græder min Anja, intet sted taler jeg om et grådfyldt tonefald, i anden akt er der tårer i deres øjne men tonen er glad, livlig. Hvorfor taler du i dine telegrammer om så mange tårer i mit stykke? Hvor er de? ... Du finder ofte ordene "gennem tårer" men jeg beskriver kun udtrykkene i deres ansigter, ikke tårer. Og i anden akt er der ingen kirkegård."
Trods Tjekhovs beklagelser kom stykket dog til at slå igennem og har holdt sig gennem mere end et århundrede. Det gælder således i Rusland, hvor Moskva Kunst Teater for eksempel opførte stykket for 300. gang i 1943, i øvrigt med Tjekhovs hustru Olga Knipper som Ranjevskaja, en rolle som hun også havde haft ved premieren 39 år tidligere. Og det gælder i udlandet, hvor engelsksprogede versioner er opført lige fra London til Californien, mens en fransksproget har været på turne til Mellemøsten og Afrika.
Omsættelse til film er det også blevet til. Under instruktion af Michael Cacoyannis kom således i 1999 den fransk-græsk-cypriotiske film The Cherry Orchard med Charlotte Rampling som Ranjevskaja, Alan Bates som Gajev og Owen Teale som Lophakin.

## Kritik
Lige så vel som forfatter og instruktør ikke havde samme opfattelse af Kirsebærhaven, så har teatre og kritikere det heller ikke nødvendigvis. 
I annonceringen af et opførelse af stykket på Odense Teater i 2007 hed det således:
"Der findes komedier og der findes tragedier. Og så findes der tragikomedier. En af de helt store klassikere i den genre er "Kirsebærhaven"."
Mens Mikkel Ottow under overskriften Lige ved og næsten var noget mere mellemfornøjet:
"Det starter godt. Kulsort humor, højt tempo og overrumplende sekvenser indleder Anton Tjekhovs Kirsebærhaven på Odense Teater. ... man får et flot indblik i det randområde mellem livsmod og sindssyge, som stykkets karakterer konstant svæver i. ... Men det er som om, at forestillingens aktualitet og nærvær aldrig rigtig kommer til syne. Specielt anden del af stykket er som en ørkenvandring. De stakkels karakterer på scenen tramper rundt i deres egen ulykke, uden evne til at vågne op fra deres livslange fontex-rus."
Mere positiv var Mads Ytting Ejstrup overfor Det Kongelige Teaters opførelse samme år, i øvrigt det sidste på anneksscenen Turbinehallerne:
"Kirsebærhaven er både morsomt og tragisk, den holder tempoet oppe, men kommer alligevel ned under overfladen. ... Dets ofte farverige persongalleri indeholder enorme dybder. Man kan blive ved med at kratte i overfladen. Og man har lyst til at kratte i den, selvom det man finder er en underskov af forspildte chancer og drømme, som for længst er blevet opgivet."